# Juscelino Marreca
Juscelino da Cruz Filgueira Júnior, mas conhecido como Juscelino Marreca, (Santa Luzia, 15 de setembro de 1988), é um político brasileiro, filiado ao Partido Renovação Democrática (PRD).

## Biografia
Foi vice-prefeito de Santa Luzia entre 2017 e 2023, além de secretário municipal de Infraestrutura.
Nas eleições de 2022, foi eleito deputado estadual pelo MA.
Em 2024, foi eleito prefeito de Santa Luzia, com 56,89% dos votos.
É primo do deputado federal Marreca Filho, do ex-prefeito de Itapecuru-Mirim e ex-deputado federal, Júnior Marreca, e do prefeito de Itapecuru-Mirim Fillipe Marreca.